# リノコ
リノコは、セカイエ株式会社が運営するオンラインリフォームサービスである。

## 概要
「リノコ」は、2012年4月に株式会社ユニクエスト・オンラインの新規事業の壁紙張替えサイトとしてスタートし、2012年8月にリフォームサイトにリニューアルされた。
2013年に株式会社ユニクエスト・オンラインよりセカイエ株式会社に事業譲渡される形で独立した。
通常、リフォームの価格は施工会社の判断で決まることが多く、また、諸経費や追加料金が上乗せされることも多いが、リノコは養生費・人件費・材料費・工事費・清掃・消費税などリフォームの際に必ず発生する内容がすべて含まれた価格を事前に提示し、明瞭化している点が特長である。なお、事前に金額は提示しているが、この金額で契約が成立するわけではなく、リノコ加盟の工務店により現地調査を行い、リノコで予め設定している基本工事内容以外が必要な場合は、別途見積りを作成し、金額が決定される。
リノコのリフォームは全国47都道府県で対応可能である。大阪本社のリノコスタッフがリフォームコンサルタントとして顧客と施工店間の調整を行い、実際のリフォーム施工は全国のリノコ加盟施工店が担当する。 2017年10月時点で、リノコ利用件数は80万件超。リノコ加盟店数は約1,000店としている。 なお、全国の施工網を持っているのはリノコのみ。
また、リノコ本サイトだけでなく、Yahoo!ショッピングや楽天へも出店し、価格.comでもサービス提供を開始している。

## 沿革
- 2012年04月 - 株式会社ユニクエスト・オンラインにて、壁紙張替えサイト「リノコ」スタート[1]
- 2012年08月 - 水回り商品を含めたリフォームサイト「リノコ」スタート
- 2013年07月 - セカイエ株式会社として「リノコ」運営開始
- 2015年10月　法人向けサービス「リノコBiz」の提供を開始
- 2016年08月 - 「Yahoo!ショッピング」上でリフォームサービスの提供を開始[5]
- 2016年10月 - 「らくらく楽天リフォーム」上でリフォームサービスの提供を開始[6]
- 2017年02月 - 「リノコショッピング」リリース[7]